# Svenska fornskriftsällskapet

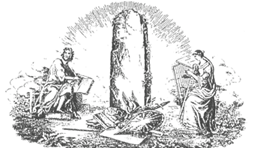
Svenska fornskriftsällskapets logo.

Svenska Fornskriftsällskapet är en svensk ideell förening. Föreningens ändamål är "att verka för utgifning i tryck af Sveriges bokskatt, äldre än 17:e århundradet, samt att understödja utgifvandet af därpå grundade historiska, filologiska, litterärhistoriska och bibliografiska arbeten" (enligt ordalydelsen i sällskapets stadgar av 1896). 

## Historia
Svenska fornskriftsällskapet stiftades den 1 december 1843 på föranledande av professor George Stephens och G.O. Hyltén-Cavallius, vilka då tjänstgjorde vid Kungliga biblioteket i Stockholm. Dessa jämte dåvarande kunglige bibliotekarien A.I. Arwidsson inlade den största förtjänsten om sällskapets bringande till stånd. Det har alltifrån sin stiftelse utvecklat en livlig verksamhet, och dess publikationer står i högt anseende för den på desamma nedlagda omsorgen och noggrannheten samt den stränga troheten mot handskrifterna. 
Bland sällskapets skrifter är en stor mängd för första gången utgiven av detsamma; andra, som förut blivit offentliggjorda, men endast funnits i föråldrade, opålitliga eller svårt tillgängliga upplagor, har genom sällskapets försorg framträtt i en forntrognare dräkt. Åren 1844-1907 utgav sällskapet 132 häften av större eller mindre omfång. Bland medeltidsskrifterna i bunden stil kan särskilt nämnas de under namn av Drottning Eufemias visor kända rimverken om Flores och Blanzeflor, Herr Ivan Lejonriddaren och Hertig Fredrik af Normandie; den bekanta dikten om Konung Alexander, de för svenska historien viktiga Rimkrönikorna samt "Svenska medeltidsdikter och rim". 
Bland prosalitteraturens alster möter oss exempelvis Sagan om Didrik af Bern, Heliga Birgittas uppenbarelser, ett omfångsrikt Fornsvenskt legendarium, Bonaventuras betraktelser öfver Kristi lefverne, Gregorius af Armenien, Helige Bernhards skrifter, Susos gudeliga snilles väckare, Själens tröst, Historia Trojana, en medeltidsromnan, Jungfru Marie örtagård, Vadstenanunnornas veckoritual, Speculum virginum och "Heliga Mechtilds uppenbarelser". Härtill kommer två lageditioner, "Upplandslagen" och "Södermannalagen", efter förut outgivna handskrifter, Upplands lagmansdombok 1490-94, två bibliografiska arbeten: G.E. Klemming, Sveriges dramatiska litteratur, och Robert Geete, Fornsvensk bibliografi, liksom Knut Fredrik Söderwall, Ordbok öfver svenska medeltidsspråket (29 häften, 1884-1918). 
Bland utgivarna av sällskapets skrifter intogs under den första decennierna främsta rummet av G.E. Klemming, vilken ensam offentliggjorde 16 bland arbetena. Övriga utgivare var bland andra George Stephens, G.O. Hyltén-Cavallius, F.A. Dahlgren, J.A. Ahlstrand, Richard Bergström, Harald Wieselgren, Robert Geete (11 arbeten), Karl Henrik Karlsson och Otto von Friesen. Bland senare utgivare märks Emil Olson, Hjalmar Lindroth, Natanael Beckman, Erik Neuman, Rolf Pipping, Erik Noreen, Isak Collijn, Valter Jansson och Lennart Moberg. Sedan 1924 utges även latinska skrifter, de flesta med koppling till Birgitta (undantaget är Petrus de Dacias biografi över Kristina från Stommeln).

## Publikationer

### Serie 1. Svenska skrifter
| Nr     | År                                     | Titel | Utgivare                                                          | Fulltextlänk                                                                    |
| ------ | -------------------------------------- | --- | ----------------------------------------------------------------- | ------------------------------------------------------------------------------- |
| 1      | 1844                                   | Flores och Blanzeflor. En kärleks-dikt från medeltiden | Gustaf Edvard Klemming                                            | Internet Archive                                                                |
| 2      | 1844                                   | S. Patriks-sagan, innehållande S. Patrik och hans järtecken, Nicolaus i S. Patriks skärseld och Tungulus | George Stephens och Johan August Ahlstrand                        | Internet Archive                                                                |
| 3      | 1845                                   | Peder Månssons Strids-konst och Strids-lag | Gunnar Olof Hyltén-Cavallius                                      | Google Books Internet Archive                                                   |
| 4      | 1845                                   | Wadstena kloster-reglor | Carl Ferdinand Lindström                                          | Internet Archive                                                                |
| 5      | 1849                                   | Herr Ivan Lejon-riddaren, en svensk rimmad dikt ifrån 1300-talet, tillhörande sago-kretsen om konung Arthur och hans runda bord                                                                                       | Jeremias Wilhelm Liffman och George Stephens                      | Google Books Internet Archive                                                   |
| 6      | 1846                                   | Namnlös och Valentin. En medeltids-roman | Gustaf Edvard Klemming                                            | Google Books Internet Archive                                                   |
| 7:1-3  | 1847, 1858, 1874                       | Ett forn-svenskt legendarium, innehållande medeltids kloster-sagor om helgon, påfvar och kejsare ifrån det I:sta till det XIII:de århundradet (3 band)                                                                | George Stephens                                                   | Google Books: band 1, band 2, band 3 - Internet Archive: band 1, band 2, band 3 |
| 8      | 1847                                   | Daniel Hansson Hund till Romelberg: Konung Erik XIV:s krönika, på rim eller uti en visa författad | Fredrik August Dahlgren                                           | Litteraturbanken                                                                |
| 9      | 1848, 1853                             | Svenska medeltidens bibel-arbeten (2 band i 4 häfter) | Gustaf Edvard Klemming                                            | Internet Archive: band 1,1; band 1,2; band 2,1; band 2,2                        |
| 10     | 1850, 1854                             | Sagan om Didrik af Bern | Gunnar Olof Hyltén-Cavallius                                      | Google Books Internet Archive                                                   |
| 11     | 1853                                   | Hertig Fredrik af Normandie. En medeltids-roman | Johan August Ahlstrand                                            | Internet Archive                                                                |
| 12     | 1862                                   | Konung Alexander. En medeltids dikt från latinet vänd i svenska rim omkring år 1380 på föranstaltande af riksdrotset Bo Jonsson Grip                                                                                  | Gustaf Edvard Klemming                                            | Internet Archive                                                                |
| 13     | 1856                                   | Skrå-ordningar | Gustaf Edvard Klemming                                            | Litteraturbanken                                                                |
| 14:1-5 | 1857-1858, 1860, 1861, 1862, 1883-1884 | Heliga Birgittas uppenbarelser (5 band) | Gustaf Edvard Klemming                                            | Internet Archive: band 1; band 2; band 3; band 4; band 5                        |
| 15     | 1860                                   | Bonaventuras betraktelser öfver Christi lefverne. Legenden om Gregorius af Armenien | Gustaf Edvard Klemming                                            | Projekt Runeberg                                                                |
| 16     | 1866                                   | Helige Bernhards skrifter i svensk öfversättning från medeltiden | Harald Wieselgren                                                 | Google Books Internet Archive                                                   |
| 17:1   | 1865                                   | Svenska medeltidens rim-krönikor 1. Gamla eller Eriks-krönikan. Folkungarnes brödrastrider med en kort öfversigt af närmast föregående tid. 1229–1319                                                                 | Gustaf Edvard Klemming                                            | Google Books Internet Archive                                                   |
| 17:2   | 1866                                   | Svenska medeltidens rim-krönikor 2. Nya eller Karls-krönikan. Början af unions-striderna samt Karl Knutssons regering. 1389–1452                                                                                      | Gustaf Edvard Klemming                                            | Google Books Internet Archive                                                   |
| 17:3   | 1867-1868                              | Svenska medeltidens rim-krönikor 3. Nya krönikans fortsättningar eller Sture-krönikorna. Fortgången af unions-striderna under Karl Knutsson och Sturarne. 1452–1520                                                   | Gustaf Edvard Klemming                                            | Google Books Internet Archive                                                   |
| 18     | 1868-1870                              | H. Susos Gudeliga snilles väckare (Horologium æternæ sapientiæ) | Richard Bergström                                                 | Google Books Internet Archive                                                   |
| 19     | 1871-1873                              | Själens tröst. Tio Guds bud förklarade genom legender, berättelser och exempel | Gustaf Edvard Klemming                                            | Internet Archive                                                                |
| 20     | 1875                                   | Skrifter till läsning för klosterfolk | Fredrik August Dahlgren                                           | Litteraturbanken                                                                |
| 21     | 1876                                   | Joh. Gersons bok Om djefvulens frestelse. Öfversatt af Ericus Nicolai. Tryckt i Stockholm 1495 | .                                                                 | Internet Archive                                                                |
| 22     | 1877-1878                              | Klosterläsning. Järteckensbok, Apostla gerningar, Helga manna lefverne, legender, Nichodemi evangelium | Gustaf Edvard Klemming                                            | Internet Archive                                                                |
| 23:1-3 | 1879, 1880, 1893                       | Svenska medeltids-postillor (3 band) | Gustaf Edvard Klemming                                            | Internet Archive band 1; band 2; band 3                                         |
| 23:4-5 | 1905, 1910                             | Svenska medeltids-postillor (2 band) | Robert Geete                                                      | Internet Archive                                                                |
| 23:6-8 | 1974, 1983                             | Svenska medeltids-postillor (3 band) | Bertil Ejder                                                      | .                                                                               |
| 24     | 1881                                   | Gersons Lärdom huru man skall dö. Tryckt i Upsala 1514 | .                                                                 | Internet Archive                                                                |
| 25     | 1881-1882                              | Svenska medeltids dikter och rim | Gustaf Edvard Klemming                                            | Internet Archive                                                                |
| 26     | 1883-1886                              | Läke- och örte-böcker från Sveriges medeltid | Gustaf Edvard Klemming                                            | Internet Archive                                                                |
| 27:1   | 1884-1918                              | Ordbok öfver svenska medeltids-språket 1. A–L | Knut Fredrik Söderwall                                            | GUPEA                                                                           |
| 27:2:1 | 1891-1900                              | Ordbok öfver svenska medeltids-språket 2:1. M–T | Knut Fredrik Söderwall                                            | GUPEA                                                                           |
| 27:2:2 | 1900-1918                              | Ordbok öfver svenska medeltids-språket 2:2. Þ (TH)–Ö. Tillägg och rättelser. | Knut Fredrik Söderwall                                            | GUPEA                                                                           |
| 28     | 1887-1889                              | Prosadikter från Sveriges medeltid | Gustaf Edvard Klemming                                            | Internet Archive                                                                |
| 29     | 1892                                   | Historia Trojana. En medeltidsroman om trojanska kriget från latinet öfversatt till svenska år 1529 | Robert Geete                                                      | Litteraturbanken                                                                |
| 30     | 1895                                   | Jungfru Marie örtagård. Vadstenanunnornas veckoritual i svensk öfversättning från år 1510 | Robert Geete                                                      | Internet Archive                                                                |
| 31     | 1895-1897                              | Speculum Virginum – Jungfruspegel. Öfvers. från latinet af Mathias Laurentii, munk i Vadstena | Robert Geete                                                      | Umeå universitet                                                                |
| 32     | 1899                                   | Hel. Mechtilds uppenbarelser (Liber spiritualis gratiæ). Öfversatta från latinet år 1469 af Jöns Budde | Robert Geete                                                      | Internet Archive                                                                |
| 33     | 1900                                   | Svenska kyrkobruk under medeltiden. En samling af utläggningar på svenska öfver kyrkans lärobegrepp, sakrament, ceremonier, botdisciplin m. m.                                                                        | Robert Geete                                                      | Internet Archive                                                                |
| 34     | 1902                                   | Helige mäns lefverne jämte legender och järtecken | Robert Geete                                                      | Litteraturbanken                                                                |
| 35     | 1902                                   | Upplandslagen efter Ängsöhandskriften | Otto von Friesen                                                  | Litteraturbanken                                                                |
| 36     | 1904-1905                              | Skrifter till uppbyggelse från medeltiden. En samling af moralteologiska traktater på svenska, författade af bl. a. Bonaventura, Thomas af Aquino, Ludvig den helige, Vadstena-abbedissan Ingeborg Gertsdotter m. fl. | Robert Geete                                                      | Internet Archive                                                                |
| 37     | 1904                                   | Södermannalagen efter Cod. Havn. Ny Kgl. Saml. 4:o. N:o 2237. | Karl Henrik Karlsson                                              | Litteraturbanken                                                                |
| 38     | 1907-1909                              | Svenska böner från medeltiden | Robert Geete                                                      | Internet Archive                                                                |
| 39     | 1907                                   | Upplands lagmansdombok 1490–1494 | Karl Henrik Karlsson                                              | Litteraturbanken                                                                |
| 40     | 1908                                   | Arfstvisten emellan Erik Eriksson (Gyllenstjerna) och Ture Turesson (Bjelke) 1451–1480 | Karl Henrik Karlsson                                              | Litteraturbanken                                                                |
| 41     | 1911                                   | Östgötalagens 1300-talsfragment | Emil Olson                                                        | Litteraturbanken                                                                |
| 42     | 1911-1912                              | J. Th. Bureus, den svenska grammatikens fader | Hjalmar Lindroth                                                  | Litteraturbanken                                                                |
| 43     | 1913-1915                              | Peder Månssons skrifter på svenska | Robert Geete                                                      | GUPEA                                                                           |
| 44     | 1917                                   | Studier i outgivna fornsvenska handskrifter | Natanael Beckman                                                  | Litteraturbanken                                                                |
| 45:1   | 1973                                   | Inledning till utgåvan av latinskt-svenskt glossarium efter Cod. Ups. C 20 | Börje Tjäder                                                      | .                                                                               |
| 45:2-3 | 1918-1942                              | Latinskt-svenskt glossarium efter Cod. Ups. C 20 | Erik Neuman                                                       | .                                                                               |
| 45:4   | 1994                                   | Latinskt-svenskt glossarium efter Cod. Ups. C 20, hand 3 | Börje Tjäder                                                      | .                                                                               |
| 46     | 1921                                   | Flores och Blanzeflor. Kritisk upplaga | Emil Olson                                                        | Litteraturbanken                                                                |
| 47     | 1921                                   | Erikskrönikan. Enligt Cod. Holm. D 2 jämte avvikande läsarter ur andra handskrifter | Rolf Pipping                                                      | Litteraturbanken                                                                |
| 48     | 1923-1925                              | Alanus de Rupe: Jungfru Marie psaltare (rosenkrans). Öfversättning från latinet, efter den enda kända handskriften, från 1534                                                                                         | Robert Geete                                                      | Internet Archive                                                                |
| 49     | 1927                                   | Hertig Fredrik av Normandie. Kritisk upplaga på grundval av Codex Verelianus | Erik Noreen                                                       | Litteraturbanken                                                                |
| 50     | 1931                                   | Herr Ivan. Kritisk upplaga | Erik Noreen                                                       | Internet Archive                                                                |
| 51     | 1934                                   | Upplandslagen enligt Codex Esplunda | Samuel Henning                                                    | .                                                                               |
| 52     | 1934                                   | Namnlös och Valentin. Kritische Ausgabe mit nebenstehender mittelniederdeutscher Vorlage | Werner Wolf                                                       | Litteraturbanken                                                                |
| 53:1   | 1935-1937                              | Arboga stads tänkebok 1. 1451–1472 | Erik Noreen och Torsten Wennström                                 | .                                                                               |
| 53:2   | 1937-1939                              | Arboga stads tänkebok 2. 1473–1492 | Erik Noreen och Torsten Wennström                                 | .                                                                               |
| 53:3   | 1939-1940                              | Arboga stads tänkebok 3. 1493–1533 | Erik Noreen och Torsten Wennström                                 | .                                                                               |
| 53:4   | 1941-1950                              | Arboga stads tänkebok 4. 1534–1569, samt register till Arboga stads tänkebok | Erik Noreen och Sven Ljung                                        | .                                                                               |
| 54:1   | 1925-1953                              | Ordbok över svenska medeltids-språket. Supplement. A–N | Knut Fredrik Söderwall, Walter Åkerlund och Karl Gustav Ljunggren | .                                                                               |
| 54:2   | 1953-1973                              | Ordbok över svenska medeltids-språket. Supplement. O–Ö | Karl Gustav Ljunggren och Elias Wessén                            | .                                                                               |
| 55     | 1938                                   | Fornsvenska legendariet | Valter Jansson                                                    | .                                                                               |
| 56     | 1944                                   | Svenska fornskriftsällskapet 1843–1943. Historik | Isak Collijn                                                      | .                                                                               |
| 57     | 1945-1949                              | Kalmar stads tänkebok | Ivar Modéer och Sten Engström                                     | .                                                                               |
| 58     | 1951                                   | Heliga Birgittas originaltexter | Bertil Högman                                                     | Litteraturbanken                                                                |
| 59     | 1954                                   | Siælinna thrøst. Første delin aff the bokinne som kallas Siælinna thrøst. Efter Cod. Holm. A 108 (f. d. Ängsö). Kritisk upplaga                                                                                       | Samuel Henning                                                    | .                                                                               |
| 60     | 1959                                   | Fem Moseböcker på fornsvenska enligt Cod. Holm. A 1 | Olof Thorell                                                      | .                                                                               |
| 61     | 1956                                   | Flores och Blanzeflor. Kritisk upplaga. Nytryck (med ett Tillägg) | Emil Olson                                                        | .                                                                               |
| 62:1   | 1956                                   | Bibelöversättningarna av år 1536. 1. Dauidz psaltare | Gunnar Sjögren                                                    | .                                                                               |
| 62:2   | 1958                                   | Bibelöversättningarna av år 1536. 2. Salomons ordspråk och Salomos wijsheet | Gunnar Sjögren                                                    | .                                                                               |
| 62:3   | 1960                                   | Bibelöversättningarna av år 1536. 3. Jesu Syrach book | Gunnar Sjögren                                                    | .                                                                               |
| 63     | 1957                                   | Karl Magnus enligt Codex Verelianus och Fru Elins bok | David Kornhall                                                    | Litteraturbanken                                                                |
| 64     | 1959                                   | En fornsvensk och några äldre danska översättningar av Gutasagan | Karl Gustav Ljunggren                                             | Litteraturbanken                                                                |
| 65     | 1960-1966                              | Enköpings stads tänkeböcker 1540–1595 | Sven Ljung                                                        | .                                                                               |
| 66     | 1960                                   | Skrivarformer och Vadstenaspråk i Siælinna thrøst. En textkritisk och filologisk undersökning | Samuel Henning                                                    | Litteraturbanken                                                                |
| 67     | 1961                                   | To fragmenter på svensk av Den hellige Birgittas skrifter | Jostein Gussgard                                                  | Litteraturbanken                                                                |
| 68     | 1963                                   | Erikskrönikan enligt Cod. Holm. D 2 jämte avvikande läsarter ur andra handskrifter. Nytryck (med ett tillägg) | Rolf Pipping                                                      | Litteraturbanken                                                                |
| 69     | 1964                                   | En nyttigh bok om konnunga styrilse och höfdinga. Johannes Bureus utgåva 1634 | Lennart Moberg                                                    | .                                                                               |
| 69:2   | 1984                                   | Konungastyrelsen. En filologisk undersökning | Lennart Moberg                                                    | Litteraturbanken                                                                |
| 70     | 1967                                   | Upplandslagen enligt Cod. Holm. B 199 och 1607 års utgåva | Samuel Henning                                                    | .                                                                               |
| 71     | 1970                                   | Den fornsvenska dikten om ett gyllene år | Gunnar Blomqvist                                                  | Litteraturbanken                                                                |
| 72     | 1971                                   | Vadstena klosters två äldsta jordeböcker. Med inledning och språklig kommentar | Anna Larsson                                                      | Litteraturbanken                                                                |
| 73     | 1976                                   | Det bibliska materialet i de östnordiska postillorna på folkspråken | Bertil Ejder                                                      | Litteraturbanken                                                                |
| 74:1   | 1981                                   | Svensk latinöversättning 1. Processen | Lars Wollin                                                       | .                                                                               |
| 74:2   | 1983                                   | Svensk latinöversättning 2. Förlagan och produkten | Lars Wollin                                                       | .                                                                               |
| 75     | 1983                                   | Peder Månssons Bondakonst jämte parallelltexter utg. med inledning och kommentar | John Granlund                                                     | Litteraturbanken                                                                |
| 76     | 1987                                   | Studier över syntax och textstruktur i nordiska medeltidslagar | Nils Jörgensen                                                    | .                                                                               |
| 77     | 1988                                   | Studier över Östgötalagen. Efter författarens efterlämnade manuskript | Carl Ivar Ståhle (förf.) och Gösta Holm (utg.)                    | .                                                                               |
| 78     | 1989                                   | Magnus Erikssons landslag enligt Cod. Ups. B 23 | Per-Axel Wiktorsson                                               | Litteraturbanken                                                                |
| 79     | 1990                                   | Studier över textstrukturen i medeltida svensk historiografi | Nils Jörgensen                                                    | Litteraturbanken                                                                |
| 80     | 1991                                   | Book V of St Birgitta’s Uppenbarelser. Ed. from Ms Cod. Ups. C 61 | Bridget Morris                                                    | Litteraturbanken                                                                |
| 81     | 1996                                   | De fornsvenska helgonlegenderna. Källor, stil och skriftmiljö | Jonas Carlquist                                                   | Litteraturbanken                                                                |
| 82     | 1996                                   | Gregers Matssons räkenskaper. Utg. med kommentar och register | Zeth Alvered                                                      | .                                                                               |
| 83     | 1999                                   | Gregers Matssons kostbok för Stegeborg 1487–1492. Utg. med kommentar och register | Zeth Alvered                                                      | Litteraturbanken                                                                |
| 84     | 2000                                   | Heliga Birgittas uppenbarelser bok 7 efter Cod. Ups. C 61. Diplomatarisk utgåva med kommenterande inledning | Inger Lindell                                                     | Litteraturbanken                                                                |
| 85     | 2003                                   | Biskop Hans Brasks registratur. Textutgåva med inledning | Hedda Gunneng                                                     | Litteraturbanken                                                                |
| 86     | 2006                                   | Sermones sacri Svecice. The Sermon Collection in Cod. AM 787 4o | Roger Andersson                                                   | Litteraturbanken                                                                |
| 87     | 2006                                   | Wars Herra Pino bok. Vadstenasystrarnas bordsläsningar enligt Cod. Holm. A 3 | Jonas Carlquist                                                   | Litteraturbanken                                                                |
| 88     | 2006                                   | Bebrevat i Närke. Medellågtyska importord i fornsvenska brev ur regionalt perspektiv | Helena Wistrand                                                   | Litteraturbanken                                                                |
| 89     | 2007                                   | Vadstenasystrarnas textvärld. Studier i systrarnas skriftbrukskompetens, lärdom och textförståelse | Jonas Carlquist                                                   | Litteraturbanken                                                                |
| 90     | 2009                                   | Heliga Birgittas originaltexter. Nytryck (med en rättelse) | Bertil Högman                                                     | .                                                                               |
| 91     | 2009                                   | Fornsvenskans lexikala kodifiering i Söderwalls medeltidsordbok | Ulrika Djärv                                                      | Litteraturbanken                                                                |
| 92     | 2010                                   | Brev i Vadstena klosters arkiv 1368–1375 | Inger Lindell                                                     | Litteraturbanken                                                                |
| 93     | 2010                                   | Svenska fornskriftsällskapet 1944–1993. Historik | Börje Westlund                                                    | Litteraturbanken                                                                |
| 94     | 2010                                   | Erikskrönikans diktare – ett försök till identifiering | Bengt R. Jonsson                                                  | Litteraturbanken                                                                |
| 95     | 2011                                   | Bilden av Budde. Studier kring en svensk språkpionjär | Lars Wollin                                                       | .                                                                               |
| 96     | 2012                                   | Historieskrivning vid Uppsala domkyrka under högmedeltiden. handskriften UUB C 92 och dess källor | Christian Lovén. Med bidrag av Claes Gejrot                       | Litteraturbanken                                                                |
| 97     | 2013                                   | De svenska resande kungarna – och maktens centrum | J. B. L. D. Strömberg                                             | Litteraturbanken                                                                |
| 98     | 2013                                   | Senmedeltida kopparutvinning i Åtvidaberg speglad i räkenskaper från 1500-talets början | Evert Melefors                                                    | Litteraturbanken                                                                |
| 99     | 2013                                   | Vattenmärken i svenska medeltida laghandskrifter och Uppsala universitetsbiblioteks medeltida pappersbrev | Patrik Åström                                                     | .                                                                               |
| 100    | 2016                                   | Tendensen i Kristoffers landslag | Patrik Åström                                                     | .                                                                               |
| 101    | 2017                                   | En handskrifts tillkomst- och brukshistoria : en närstudie av Cod. Holm. A 49 (Nådendals klosterbok). Libris 22544279. ISBN 9789197988155                                                                             | Maria Arvidsson                                                   | .                                                                               |
| 102    | 2020                                   | Fornsvenska legendariet IV. Libris r4pnrmzzpjx34r8s | Per-Axel Wiktorsson                                               | .                                                                               |
| 103    | 2021                                   | Nya studier i outgivna fornsvenska handskrifter. Libris 5kjcpctw3v4htqvm. ISBN 9789197988179 | Roger Andersson, Ingela Hedström, Dag Retsö                       | .                                                                               |
| 104    | 2022                                   | Tungulus i fyra textvittnen : en fallstudie i senmedeltida texttradering. Libris 6ms7jf2742mqcd4l | Lasse Mårtensson                                                  | Uppsala universitet                                                             |

### Serie 2. Latinska skrifter
| Nr  | År        | Titel | Utgivare                              | Fulltextlänk     |
| --- | --------- | --- | ------------------------------------- | ---------------- |
| 1   | 1924-1931 | Acta et processus canonizacionis beate Birgitte. Efter Cod. A 14 Holm., Cod. Ottob. lat. 90 o. Cod. Harl. 612 med inledning, person- och ortregister | Isak Collijn                          | Litteraturbanken |
| 2   | 1936      | Vita b. Christinae Stumbelensis. Ex manuscriptis Petri de Dacia et Johannis capellani in Stumbel. Efter Cod. Einsidlensis 470                        | Isak Collijn                          | Litteraturbanken |
| 3   | 1942-1946 | Processus seu negocium canonizacionis b. Katerine de Vadstenis. Efter Cod. Holm. A 93                                                                | Isak Collijn                          | Litteraturbanken |
| 4   | 1946      | Birgerus Gregorii: Legenda Sancte Birgitte. Efter Cod. Lund. perg. 21 och Cod. Holm. A 75 A                                                          | Isak Collijn                          | .                |
| 5   | 1956      | Den heliga Birgittas Reuelaciones extrauagantes | Lennart Hollman                       | Litteraturbanken |
| 6   | 1960      | Birger Gregerssons Birgitta-officium | Carl-Gustaf Undhagen                  | Litteraturbanken |
| 7:1 | 1978      | Sancta Birgitta, Revelaciones. Book 1 with magister Mathias’ prologue                                                                                | Carl-Gustaf Undhagen                  | Litteraturbanken |
| 7:2 | 2001      | Sancta Birgitta, Revelaciones. Book 2 | Carl-Gustaf Undhagen och Birger Bergh | Litteraturbanken |
| 7:3 | 1998      | Sancta Birgitta, Revelaciones. Book 3 | Ann-Mari Jönsson                      | Litteraturbanken |
| 7:4 | 1992      | Sancta Birgitta, Revelaciones. Book 4 | Hans Aili                             | Litteraturbanken |
| 7:5 | 1971      | Sancta Birgitta, Revelaciones. Book 5. Liber questionum                                                                                              | Birger Bergh                          | Litteraturbanken |
| 7:6 | 1991      | Sancta Birgitta, Revelaciones. Book 6 | Birger Bergh                          | Litteraturbanken |
| 7:7 | 1967      | Den heliga Birgittas Revelaciones. Bok 7 | Birger Bergh                          | Litteraturbanken |
| 7:8 | 2002      | Sancta Birgitta, Revelaciones. Book. 8. Liber celestis imperatoris ad reges                                                                          | Hans Aili                             | Litteraturbanken |
| 8:1 | 1975      | Sancta Birgitta, Opera minora 1. Regula Salvatoris                                                                                                   | Sten Eklund                           | Litteraturbanken |
| 8:2 | 1972      | Sancta Birgitta, Opera minora 2. Sermo angelicus | Sten Eklund                           | Litteraturbanken |
| 8:3 | 1991      | Sancta Birgitta, Opera minora 3. Quattuor oraciones                                                                                                  | Sten Eklund                           | Litteraturbanken |
| 9:1 | 1984      | Magistri Mathiae canonici Lincopensis opus sub nomine Homo conditus vulgatum                                                                         | Anders Piltz                          | Litteraturbanken |
| 9:2 | 1996      | Magister Mathias Lincopensis, Testa nucis and Poetria. Ed. and translated                                                                            | Birger Bergh                          | Litteraturbanken |
| 9:3 | 2003      | Magister Mathias Lincopensis, Exposicio super Apocalypsim                                                                                            | Ann-Marie Billing-Ottosson            | Litteraturbanken |

### Serie 3. Smärre texter och undersökningar
| Nr | År   | Titel | Utgivare                              | Fulltextlänk |
| -- | ---- | --- | ------------------------------------- | ------------ |
| 1  | 1993 | Smärre texter och undersökningar 1 | Börje Tjäder                          | .            |
| 2  | 1998 | Smärre texter och undersökningar 2 | Börje Tjäder                          | .            |
| 3  | 2000 | Två senmedeltida räkenskapsböcker. Folke Gregerssons (Lillie) gårdsräkenskaper för Lindö (?) m.m. 1496–1501 eller senare och Britta Hansdotters (Tott) på Åkerö uppbörds- och utgiftsböcker 1507/1508–1511/1512. Utg. med kommentar och register | Zeth Alvered                          | .            |
| 4  | 2008 | Displaced Texts. An Old Swedish Birgittine Revelation in Copenhagen, GkS 1154 fol. and Three Sermons in Vienna, Cod. Vind. 13013 | Jonathan Adams                        | .            |
| 5  | 2008 | Lärdomber och skämptan. Medieval Swedish Literature Reconsidered | Massimiliano Bampi och Fulvio Ferrari | .            |
| 6  | 2012 | Texter och tecken från svensk medeltid | Per-Axel Wiktorsson                   | .            |

### Serie 4. Bibliografer
| Nr | År        | Titel | Utgivare               | Dig. ex.                        |
| -- | --------- | --- | ---------------------- | ------------------------------- |
| 1  | 1863-1879 | Sveriges dramatiska litteratur till och med 1875. Bibliografi | Gustaf Edvard Klemming | GUPEA                           |
| 2  | 1903      | Fornsvensk bibliografi. Förteckning öfver Sveriges medeltida bokskatt på modersmålet samt därtill hörande litterära hjälpmedel                                                          | Robert Geete           | Internet Archive                |
| 3  | 1919      | Fornsvensk bibliografi. Supplement. Förteckning öfver Sveriges medeltida bokskatt på modersmålet 1901–1917 samt därtill hörande litterära hjälpmedel jämte bihang: Kalendarium Svecicum | Robert Geete           | Fornsvensk bibliografi Sökmotor |
| 4  | 1945-1948 | Fornsvensk bibliografi. Supplement 2. Förteckning över Sveriges medeltida bokskatt på modersmålet 1918–1944 samt därtill hörande litterära hjälpmedel                                   | Isak Collijn           | Fornsvensk bibliografi          |
| 5  | 2003      | Register till samlingar utgivna av Svenska fornskriftsällskapet 1844-2000. Utgivna skrifter och däri använda fornsvenska handskrifter                                                   | Patrik Åström          | Litteraturbanken                |

### Småstycken på forn svenska
| Nr | År        | Titel                                    | Utgivare               | Fulltext           |
| -- | --------- | ---------------------------------------- | ---------------------- | ------------------ |
| 1  | 1868-1881 | Småstycken på forn svenska               | Gustaf Edvard Klemming | Kungl. Biblioteket |
| 2  | 1903      | Småstycken på forn svenska. Andra serien | Robert Geete           | .                  |

### Övrigt
| Nr | År   | Titel                                                                     | Utgivare             | Fulltext         |
| -- | ---- | ------------------------------------------------------------------------- | -------------------- | ---------------- |
| .  | 1848 | Förteckning öfver Kongl. bibliothekets i Stockholm isländska handskrifter | Adolf Iwar Arwidsson | Litteraturbanken |
| .  | 1919 | Kalendarium Svecicum Medii Ævi. Normalkalendarium för Sveriges medeltid.  | Robert Geete         | Litteraturbanken |